# The Buccaneer (îles Vierges des États-Unis)
Pour les articles homonymes, voir The Buccaneer.
The Buccaneer est un hôtel américain situé à Christiansted, dans les îles Vierges des États-Unis. Il est membre des Historic Hotels of America depuis 2007.